# Гусенков, Пётр Васильевич
Пётр Васильевич Гусенков (1905—1975) — советский государственный деятель, министр медицинской промышленности СССР (1967—1975), депутат Совета Национальностей Верховного Совета СССР 8-го и 9-го созывов.

## Биография
Родился 7 августа (20 августа) 1905 года в селе Тейково Шуйского уезда Владимирской губернии (ныне город в Ивановской области).
В 1925 году окончил Ивановский индустриальный техникум, в 1940 году четыре курса Харьковского химико-технологического института.
- 1925—1936 — сменный химик, заведующий лабораторией, заместитель начальника цеха, начальник цеха, старший инженер технического отдела завода, г. Рубежное.
- 1936—1942 — заместитель главного инженера, главный инженер Рубежанского химического комбината.
- 1942—1948 — директор Кемеровского анилинокрасочного завода, г. Кемерово.
- 1948—1953 — начальник Главного управления Министерства химической промышленности СССР.
- 1953—1967 — первый заместитель министра здравоохранения СССР.
- С апреля 1967 года министр медицинской промышленности СССР.

Избирался Совета Национальностей Верховного Совета СССР 8-го и 9-го созывов от Белорусской ССР (1970—1978).
Похоронен на Новодевичьем кладбище.

## Память
В советское время в его честь был назван Медико-Инструментальный завод имени П. В. Гусенкова, что находится в п. МИЗ возле Можайска.
В честь Петра Васильевича Гусенкова на здании хирургического корпуса Тейковской центральной районной больницы установлена мемориальная доска. Её торжественное открытие состоялось 5 сентября 2018 года.